# Breviguina apia
Breviguina apia är en insektsart som beskrevs av Young 1986. Breviguina apia ingår i släktet Breviguina och familjen dvärgstritar. Inga underarter finns listade i Catalogue of Life.